# The Sickness
The Sickness este primul album de studio al formatiei americane de metal Disturbed.
Albumul a fost inregistrat in 1999 si lansat in 2000. A debutat pe locul 29 in Billboard 200 si a primit o certificare de 4 discuri de platina de la RIAA pentru vanzari de 4 milioane de exemplare vandute doar in SUA, facandu-l cel mai bine vandut album al trupei.
Spre deosebire de celelalte albume ale trupei, care au fost mixate, acesta contine in principal melodii dure. Este singurul album al trupei care nu are o melodie ce dă numele albumului, cu toate ca single-ul "Down with the Sickness" contine cuvintele The Sickness deci poate fii considerat un title track.

## Re-lansarea din 2010
La 23 martie 2010 o re-lansare a albumului a fost eliberata, ce contine B-side-uri, noi coperti si continul online exclusiv. Aceasta aniverseaza cei 10 ani de la lansarea albumului si a fost disponibila pentru prima oara pe vinil. Chitaristul trupei Dan Donegan a comentat a comentat re-lansarea: "[...] it's the album that put us on the map and launched our career. So we went back into the studio and we remixed it, we're having it remastered, we're gonna put a couple of bonus tracks on there and touch up some of the packaging and the artwork. Just a little collector's item, a little tribute to that album for the fans". - este albumul care ne-a pus pe harta si ne-a lansat carierele. Deci ne-am intors inpoi in studio si l-am remixat, l-am remasterizat si ii vom pune cateva melodi bonus si ceva imagini noi.

## Track listing
Toate melodiile sunt scrise și compuse de Disturbed, exceptie fiind cele indicate.. 
| Nr.             | Titlu                           | Lungime |  |
| 1.              | „Voices”                        | 3:12    |  |
| 2.              | „The Game”                      | 3:47    |  |
| 3.              | „Stupify”                       | 4:34    |  |
| 4.              | „Down with the Sickness”        | 4:39    |  |
| 5.              | „Violence Fetish”               | 3:24    |  |
| 6.              | „Fear”                          | 3:47    |  |
| 7.              | „Numb”                          | 3:45    |  |
| 8.              | „Want”                          | 3:53    |  |
| 9.              | „Conflict”                      | 4:35    |  |
| 10.             | „Shout” (Tears for Fears cover) | 4:18    |  |
| 11.             | „Droppin' Plates”               | 3:49    |  |
| 12.             | „Meaning of Life”               | 4:02    |  |
| Lungime totală: | Lungime totală:                 | 47:47   |  |

| 2010 reissue bonus tracks |                    |         |  |
| Nr.                       | Titlu              | Lungime |  |
| 13.                       | „God of the Mind”  | 3:05    |  |
| 14.                       | „A Welcome Burden” | 3:31    |  |
| Lungime totală:           | Lungime totală:    | 54:13   |  |

## Chart performance
Album
| An   | Top                          | Positie |
| ---- | ---------------------------- | ------- |
| 2008 | Australian ARIA Albums Chart | 30      |
| 2000 | Heatseekers                  | 3       |
| 2000 | US Billboard 200             | 29      |

Single-uri
| An   | Single                   | Top                    | Positie |
| ---- | ------------------------ | ---------------------- | ------- |
| 2001 | "Down with the Sickness" | Mainstream Rock Tracks | 5       |
| 2001 | "Down with the Sickness" | Modern Rock Tracks     | 8       |
| 2006 | "Down with the Sickness" | Hot Ringtones          | 2       |
| 2000 | "Stupify"                | Mainstream Rock Tracks | 12      |
| 2000 | "Stupify"                | Modern Rock Tracks     | 10      |
| 2002 | "The Game"               | Mainstream Rock Tracks | 34      |
| 2000 | "Voices"                 | Mainstream Rock Tracks | 16      |
| 2000 | "Voices"                 | Modern Rock Tracks     | 18      |

## Personal

### Disturbed
- David Draiman - Cântăreț
- Dan Donegan - Chitarist, programator muzical
- Steve Kmak - Basist
- Mike Wengren - Toboșar, Programator

### Productie
- Johnny K - Producător muzical
- Andy Wallace - Mixaj
- Neal Avron - Mixaj ediția aniversară
- Howie Weinberg - Remasterizare la ediția originală
- Ted Jensen - Remasterizare la ediția aniversară